# Stefan Bernadzikiewicz
Stefan Bernadzikiewicz (ur. 25 maja 1907 w Białymstoku, zm. w nocy 18/19 lipca 1939 na Tirsuli, Himalaje) – polski taternik, himalaista i polarnik, z wykształcenia inżynier mechanik.

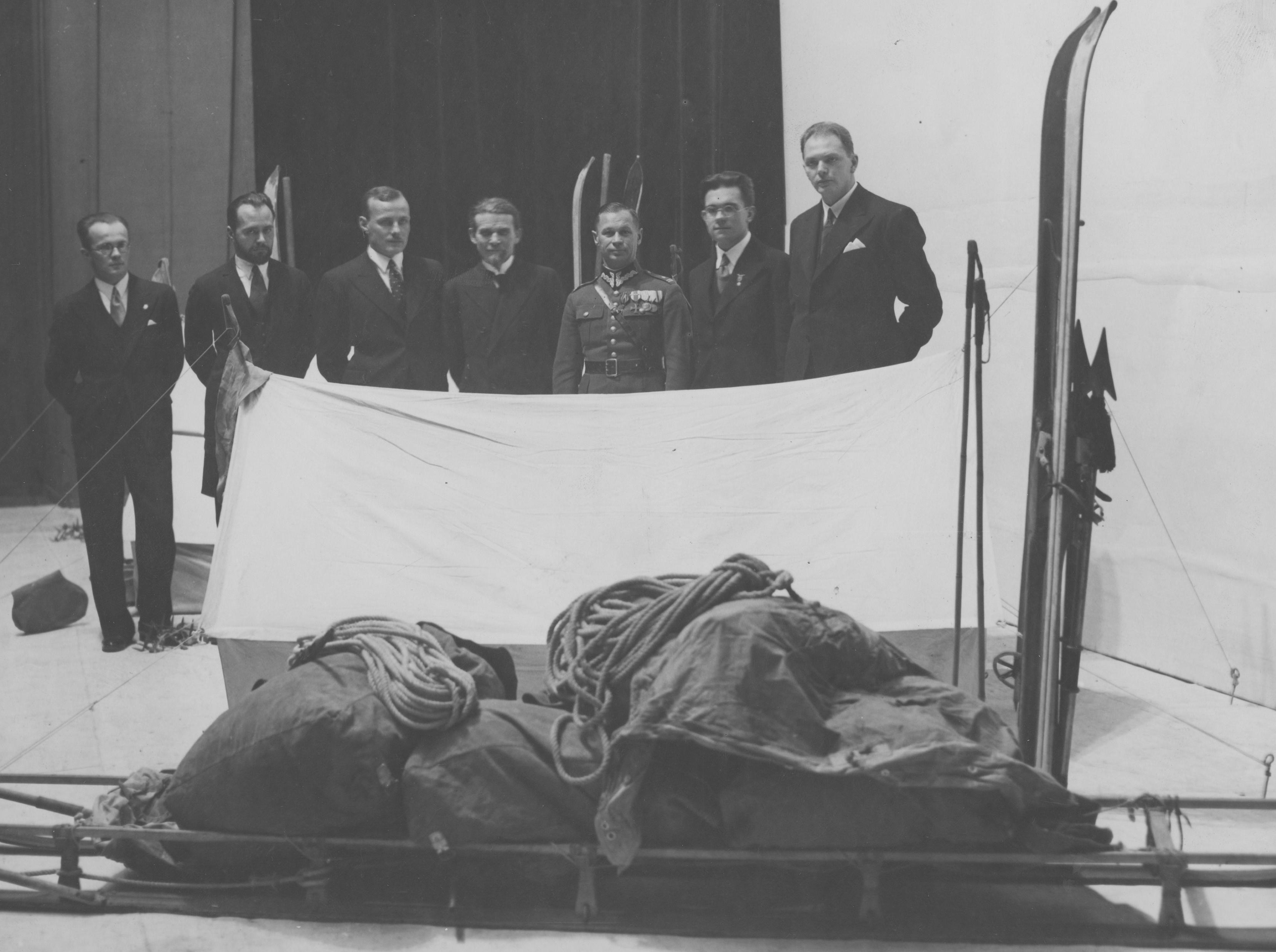
Uczestnicy polskiej wyprawy naukowej w 1934 r. na Spitsbergen. Stoją od lewej: Henryk Mogilnicki, Stefan Bernadzikiewicz, Stefan Zbigniew Różycki, prof. Antoni Bolesław Dobrowolski, mjr Sylweriusz Zagrajski, Stanisław Siedlecki, Witold Biernawski.

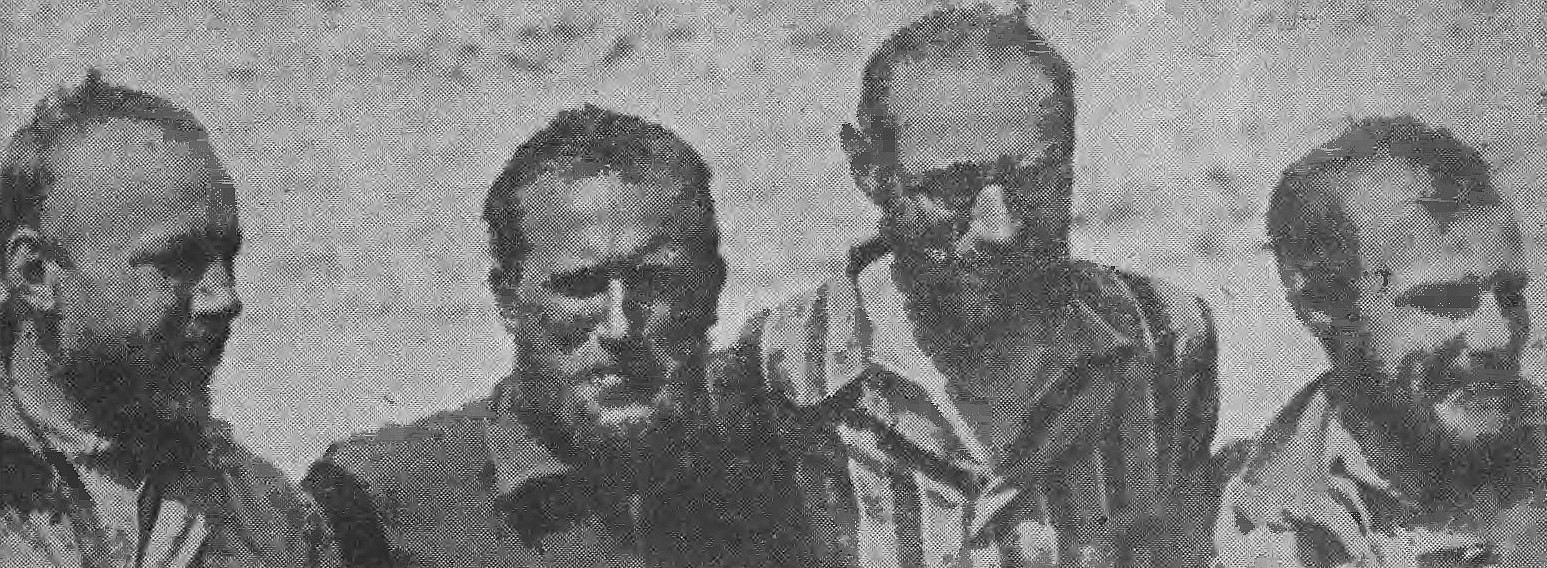
I Polska Wyprawa w Himalaje w 1939. Od lewej: Janusz Klarner, Adam Karpiński, Jakub Bujak, Stefan Bernadzikiewicz

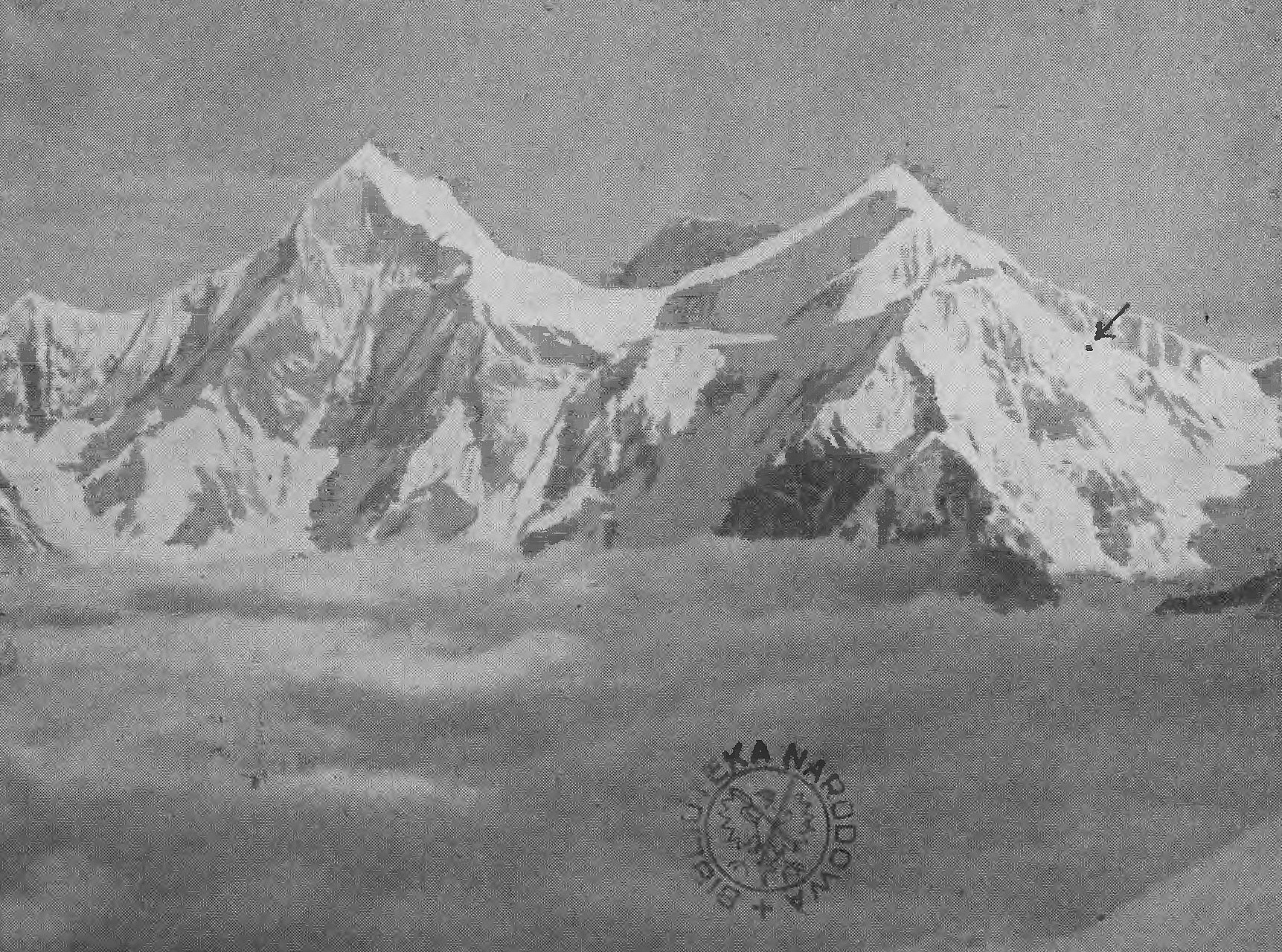
Miejsce zejścia lawiny na Tirsuli w 1939

## Życiorys
Jego ojcem był inż. Władysław Bernadzikiewicz, konstruktor i wynalazca silników, główny konstruktor w wytwórni obrabiarek i narzędzi Stowarzyszenia Mechaników Polskich z Ameryki w Pruszkowie. Niektóre źródła mylnie przypisują to zajęcie jego synowi.
Stefan był wychowankiem warszawskiego gimnazjum im. Mikołaja Reja, podobnie jak jego brat Tadeusz Bernadzikiewicz i Henryk Mogilnicki, którzy również zostali wspinaczami. Po ukończeniu studiów na Politechnice przez krótki okres pracował w Państwowych Wytwórniach Uzbrojenia w Warszawie, jednak mimo wysokich zarobków porzucił tę posadę na rzecz asystentury na PW, która pozwalała mu na wyjazdy taternickie. Jesienią 1938 r. rozpoczął też studia geologiczne na Uniwersytecie Warszawskim. Był asystentem w Zakładzie Metalurgicznym Wydziału Mechanicznego Politechniki Warszawskiej.

## Działalność górska
Taternictwo uprawiał od 1929 r., od 1930 szczególnie zimowe. Był współautorem nowej drogi na północno-zachodniej ścianie Niżniej Wysokiej Gerlachowskiej. Brał udział w pierwszych wejściach zimowych na Żabi Szczyt Wyżni (na Wielkanoc 1930 r., z Wiesławem Stanisławskim, Antonim Kenarem i Zbigniewem Gieysztorem) i Pośrednią Śnieżną Turnię (1935) oraz z Doliny Czarnej Jaworowej przez Dolinę Śnieżną na Lodowy Szczyt (1935). Ostatniego z tych wejść dokonał ze Stanisławem Luxemburgiem i Wawrzyńcem Żuławskim), należy ono do największych osiągnięć ówczesnego taternictwa zimowego.
W 1930 został pierwszym przewodniczącym Koła Wysokogórskiego Oddziału Warszawskiego PTT, pracował nad unifikacją polskich organizacji taterniczych, w latach 1936-37 był prezesem Klubu Wysokogórskiego PTT. Był współzałożycielem i wiceprezesem (1936) Polskiego Koła Polarnego w Warszawie. W 1930-35 ogłosił w „Taterniku” kilka opisów nowych dróg taterniczych oraz artykuł Droga do Himalajów (1937). W 1932 był redaktorem zeszytu 2. „Nowych Dróg w Tatrach Wysokich”.
Był uczestnikiem polskich wypraw na Spitsbergen w 1934 (kierownik wyprawy do Ziemia Torrella), w 1936 (dokonał przejścia Spitsbergen z południa na północ) i w 1938, a także na Grenlandię w 1937. W 1935 brał udział w polskiej wyprawie alpinistyczno-naukowej na Kaukaz, gdzie 18 sierpnia wraz z Jakubem Bujakiem został pierwszym polskim zdobywcą najwyższego szczytu Gruzji, Szchary. Brał także udział w trawersowaniu Burdżuli. Podczas wyprawy w 1936 r. wraz z Konstantym Narkiewiczem-Jodką i Stanisławem Siedleckim przeszedł na nartach 800 km lodowcami przez cały Spitsbergen Zachodni.
W 1939 był członkiem I Polskiej Wyprawy w Himalaje, mającej na celu zdobycie Nanda Devi East. Brali w niej udział poza Bernadzikiewiczem Adam Karpiński (kierownik), Jakub Bujak i Janusz Klarner. Szczyt zdobyli dwaj ostatni. Karpiński i Bernadzikiewicz zginęli nocą 18/19 lipca 1939 w lawinie lodowo-śnieżnej, która zeszła na założony przez nich obóz III położony na wysokości ok. 6150 m, przy próbie zdobycia szczytu Tirsuli (7074 m). Ostatni komunikat wyprawy Stefan Bernadzikiewicz nadał 11 lipca 1939 z obozu nad lodowcem Milam na wysokości ok. 4200 metrów.

## Odznaczenia i upamiętnienie
Został odznaczony norweskim Krzyżem Kawalerskim św. Olafa I klasy za swoje zasługi w badaniu Spitsbergenu.
Na warszawskim cmentarzu Powązkowskim znajduje się symboliczny grób Bernadzikiewicza (kwatera 238-5-9). Argentyńscy andyniści upamiętnili go przed 1961 nazwą szczytu na Hielo Continental w południowych Andach: Cerro Bernadzikiewicz. Jego nazwisko nosi także Góra Bernadzikiewicza (Bernadzikiewiczfjellet) na Spitsbergenie.